# Iermakovka (Krasnoiarsk)
|  | Per a altres significats, vegeu «Iermakovka». |

Iermakovka (en rus: Ермаковка) és un poble del krai de Krasnoiarsk, a Rússia, segons el cens del 2010 tenia 3 habitants. Pertany al districte municipal d'Àban.